# Axioma van Pasch
In de planimetrie, de vlakke meetkunde, is het axioma van Pasch een bewering die door Euclides impliciet werd gebruikt, maar die niet uit de postulaten van Euclides kan worden afgeleid. Het axioma is genoemd naar Moritz Pasch, die ontdekte dat de postulaten onvolledig waren.
Het axioma luiddt:
"Als een lijn, niet gaande door een hoekpunt van een driehoek, een zijde van die driehoek inwendig snijdt, dan snijdt hij precies één andere zijde ook inwendig en de derde zijde uitwendig."
Pasch publiceerde het axioma in 1882 en liet zien dat de postulaten van Euclides niet compleet waren. Hij gebruikte het axioma om het ordeningsconcept in de vlakke meetkunde te introduceren.
Het axioma maakt deel uit van Hilberts axiomasysteem van de euclidische meetkunde.

## Websites
- (en)  MathWorld. Pasch's Axiom.